# Болл, Мэттью
Мэттью Болл (англ. Matthew Ball, род. 14 декабря 1993 года) — английский артист балета, в настоящее время солист Королевского балета.

## Карьера
Мэттью Болл присоединился к Королевскому балету в сезоне 2013/14, стал первым артистом в 2015 году, Солист 2016 г. и Первый солист в 2017 году.
В марте 2018 года ему было поручено заменить травмированного Дэвида Холберга в середине спектакля в роли Альбрехта в «Жизель», хотя он танцевал эту роль только один раз и никогда не танцевал полностью. Предварительный балет с Натальей Осиповой, балериной, играющей главную роль. Выступление Мэттью было встречено овациями публики и высоко оценено в обзоре The Times. Мэттью Болл был назначен солистом в июле того же года. В декабре он взял отпуск в Королевском балете, сыграв 32 выступления в роли ведущего лебедя в Мэттью Борн Лебединое озеро в Театре Сэдлера-Уэллса.
Он танцевал главные партии в таких балетах, как Лебединое озеро, Баядерка, Дон Кихот, Фредерик Эштон, Маргарита и Арманд и Уэйн МакГрегор Инфра. У него было меньше двух недель, чтобы подготовиться к своему дебюту в роли Наследного принца Рудольфа в спектакле Макмиллана «Майерлинг», чтобы заменить другого травмированного танцора. Он также создал роли в новых произведениях, таких как: «Корибантик» Кристофера Уилдона, «Неизвестный солдат» Марриотта, и «Виолончелист» Марстона.
В 2020 году Мэттью Болл был показан в документальном фильме BBC «Мужчины в барре». Позже в том же году, в первой серии выступлений после Королевского оперного театра закрытие из-за пандемии коронавируса 2019-20 годов, он и Майара Магри исполнили па-де-де из Кристофера Уилдона В течение Золотого часа, выучив его за пять дней.

## Личная жизнь
По состоянию на 2023 год Мэттью Болл жил на севере Лондона со своей партнёршей, коллегой-директором Королевского балета Майара Магри.

## Репертуар
Репертуар Мэттью Болла с Королевским балетом включает:
- Солор в Баядерка
- Базиль в Дон Кихот
- Альбрехт и pas de six в Жизель
- Принц в Щелкунчик
- Принц Флоримунд и Голубая птица в Спящая красавица
- Принц Зигфрид в Лебединое озеро
- Офицер в Анастасия
- Лизандр в Сон
- Арман в Маргарита и Арман
- Кронпринц Рудольф в Майерлинг
- Матвей и Беляев в Месяц в деревне
- Ромео в Ромео и Джульетта
- Ленский в Евгений Онегин
- Молодой человек в Два голубя
- Эскамильо в Кармен
- Aeternum
- Послеполуденный отдых фавна (Роббинс)
- Драгоценности

### Созданы роли
- Альбер де Бельрош в Без бретелек
- Доктор Джон Браун в Как вода для шоколада
- Виолончелист[6]
- Connectome
- Corybantic Games
- Иллюстрированное Прощание
- Медуза
- Мультивселенная
- Обсидиан Слеза
- Неизвестный солдат
- Неприкасаемый